# Krameria bahiana
Krameria bahiana är en tvåhjärtbladig växtart som beskrevs av B.B. Simpson. Krameria bahiana ingår i släktet Krameria och familjen Krameriaceae. Inga underarter finns listade i Catalogue of Life.